# Boophis obscurus
A Boophis obscurus a kétéltűek (Amphibia) osztályába, a békák (Anura) rendjébe és az aranybékafélék (Mantellidae) családjába tartozó faj. 

## Előfordulása
A faj Madagaszkár endemikus faja. A sziget délkeleti részén, a Ranomafana Nemzeti Parkban honos. Természetes élőhelye a trópusi esőerdőkben található lassú folyású patakok.

## Megjelenése
A Boophis obscurus robusztus, nagy méretű békafaj, a hímek hossza 42,4–81,9  mm. Fejének hossza nagyobb, mint szélessége, feje kissé szélesebb a törzsénél. Orra hosszú és lekerekített, mint felül, mind oldalnézetben. Hallószerve nagy méretű, feltűnő, a fül alatti redő vastag, kiemelkedő. Háti bőre sima, de apró kinövésekkel tarkított, színe vörösesbarna. Hasi bőre szemcsézett. Oldala sárga.     